# Estevan Faian
Estevan Faian (Stêvam Faiam) fue un trovador del siglo XIII.

## Biografía
No quedan datos biográficos. Carolina Michaëlis lo identificó con el trovador Estevan Perez Froian, sin embargo, se trata de dos autores diferentes. Puede pertenecer a un linaje de caballeros castellanos o leoneses, si bien es cierto que ese apellido también era común en Galicia y Portugal. Estaría activo en la corte de Fernando III o en la de Alfonso X.

## Obra
Se conservan 3 obras, a la que habría que añadir una cuarta de dudosa autoría. Son 2 cantigas de amor y una cantiga de escarnio y maldecir.